# Guerou
Guerou es una ciudad situada en Mauritania, capital del Departamento de Guerou, en la región de Assaba. 
Su población en el año 2013 es de 22323 habitantes.